# Haus Max Winter

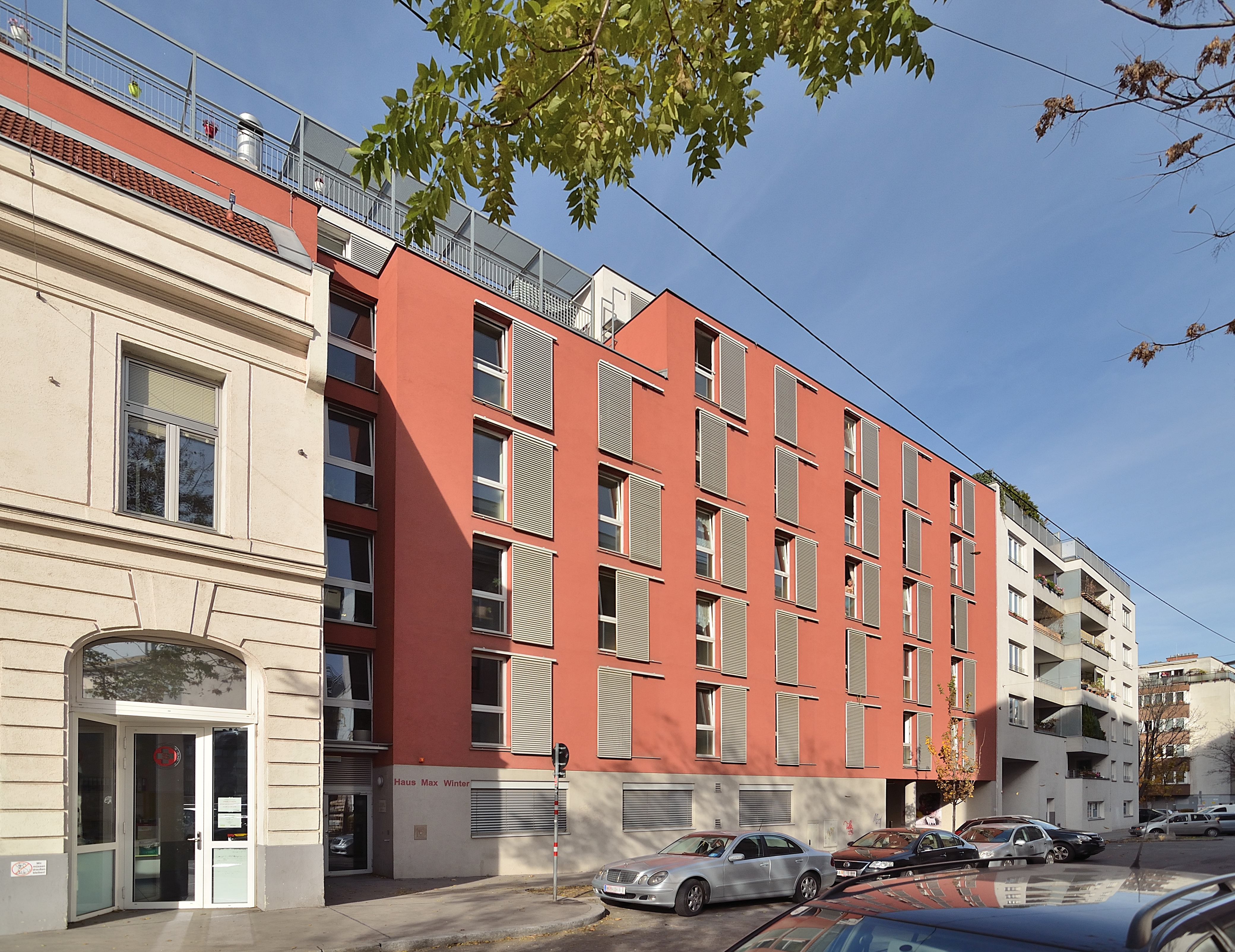
Haus Max Winter, Pillergasse

Das Haus Max Winter ist eine soziale Einrichtung der Wiener Wohnungslosenhilfe, die vom Arbeiter-Samariter-Bund Wien betrieben wird. Es liegt in Rudolfsheim-Fünfhaus, dem 15. Wiener Gemeindebezirk, in der Pillergasse 20. Das Haus verfügt über 120 Einzelwohnungen für Frauen und Männer und eine Paarwohnung. Die vollmöblierten Zimmer verfügen über Küche, WC und Dusche. Der Großteil der Zimmer ist barrierefrei erreichbar, 28 Wohneinheiten sind rollstuhlgerecht. Die Einzelwohnungen haben eine Größe von 22 bis 35 Quadratmeter.

## Geschichte des Hauses
Das Haus Max Winter wurde am 18. Juni 2010 in Anwesenheit des Vizebürgermeisters Michael Ludwig feierlich eröffnet. Es ist benannt nach dem Journalisten und Politiker Max Winter. Gleichzeitig wurde zwei Häuser weiter, in der Pillergasse 24, ein neuer Sozialmarkt des Samariterbundes eröffnet. Die Zuweisung der sozial betreuten Wohneinheiten geschieht durch das Beratungszentrum Wohnungslosenhilfe des Fonds Soziales Wien.
Im Juni 2015 wurde ein Bewohner des Hauses tot in seinem Zimmer aufgefunden. Der Polizei zufolge handelt es sich um ein fremdverschuldetes Tötungsdelikt.